# Muloh
Muloh o Mula (també anomenat com pas de Gandava) és un coll de la serralada de Brahuik al Balutxistan, l'accés al qual és per Kachh Gandava i va fins al Jhalawan. Té tres entrades: a Pir Chatta, a 15 km de Kotri; a Taphoi també a uns 15 km de Kotri, a Jhal; i a Gatti. Les estacions eren Kuhau, a 20 km de Pir Chatta (387 metres), Hatachi, a 25 km, Nar (884 metres) a 25 km, Peshtar Khan (1085 metres), Patki (1.318 metres), Pisi Bent (1.426 metres), i Bapau (1550 metres), 12 miles. A uns 20 km més endavant neix el riu Mula o Muloh. L'altura màxima es troba al poble d'Angira amb 1.627 metres. El coll té 164 km i fou considerat el pas més interessant que el de Bolan per ser el camí millor i l'ascens més gradual i si podien obtenir alguns subministraments. Al final de 1839 el general Willshire, després d'assaltar Kalat, va tornar al Sind per aquesta ruta però només portava canons lleugers. Mason més tard l'assenyalava com un coll fàcilment defensable i amb espais per acampar amb excel·lent aigua i alguns subministraments; a més no hi havia activitat de bandes de saquejadors com al pas de Bolan. Les conques principals eren Pir Chatta, Kuhau, Pani-wat, Jah, Hatachi, Fazzan, Pir Lakka, Hassna i Nar.